# Chae Ji-hoon
Chae Ji-hoon (hangŭl 채지훈; Seul, 5 marzo 1974) è un ex pattinatore di short track sudcoreano.

## Palmarès

### Olimpiadi
Lillehammer 1994: oro bronzo nei 500 m; argento nei 1000 m;
Nagano 1998: argento nella staffetta 5000 m;

### Mondiali
- Pechino 1993: oro nei 3000 m; bronzo nei 1500 m; bronzo nella classifica generale;
- Guildford 1994: oro nei 1500 m; argento nei 3000 m; argento nella classifica generale;
- Gjøvik 1995: oro nei 500 m; oro nei 1500 m; oro nei 3000 m; oro nella classifica generale;
- L'Aia 1996: oro nei 3000 m; argento nella classifica generale; bronzo nei 1000 m; bronzo nei 1500 m; bronzo nella staffetta 5000 m;
- Vienna 1998: argento nella staffetta 5000 m